# Heidi Voelker
Heidi Voelker, ameriška alpska smučarka, * 29. oktober 1969, Pittsfield, Massachusetts, ZDA.
Nastopila je na treh olimpijskih igrah, kjer je edino uvrstitev dosegla leta 1992 z dvajsetim mestom v slalomu. V dveh nastopih na svetovnih prvenstvih je najboljšo uvrstitev dosegla leta 1991 z osmim mestom v isti disciplini, leta 1989 je bila v veleslalomu štirinajsta. V svetovnem pokalu je tekmovala deset sezon med letoma 1987 in 1996 ter dosegla eno uvrstitev na stopničke v veleslalomu. V skupnem seštevku svetovnega pokala je bila najvišje na 30. mestu leta 1994, ko je bila tudi sedma v veleslalomskem seštevku.